# بير يوهانسون
بير يوهانسون (بالسويدية: Per Johansson)‏ (6 مايو 1978 السويد السويد - ) هو لاعب كرة قدم سويدي يلعب كمدافع.